# Tainia emeiensis
Tainia emeiensis är en orkidéart som först beskrevs av Kai Yung Lang, och fick sitt nu gällande namn av Zhan Huo Tsi. Tainia emeiensis ingår i släktet Tainia och familjen orkidéer. Inga underarter finns listade i Catalogue of Life.